# یواس‌اس فرالیک (اس‌پی-۱۳۳۶)
یواس‌اس فرالیک (اس‌پی-۱۳۳۶) (به انگلیسی: USS Frolic (SP-1336)) یک کشتی بود که طول آن ۶۲ فوت (۱۹ متر) بود. این کشتی در سال ۱۸۸۴ ساخته شد.